# Batman: Return of the Caped Crusaders
Batman: Return of the Caped Crusaders (No Brasil: Batman: O Retorno da Dupla Dinâmica) é um  filme de animação dos Estados Unidos dos gêneros comédia, ação  e superaventura de 2016, produzido pela Warner Bros. Animation e distribuído pela Warner Bros. Pictures. Com base na série de televisão Batman dos anos 1960, o filme mostra Adam West, Burt Ward e Julie Newmar retomando seus papéis de Batman, Robin e Mulher-Gato da série.
Originalmente destinado a ser lançado diretamente na mídia doméstica, o filme estreou na New York Comic Con em 6 de outubro de 2016 e teve uma versão simultânea nos cinemas em 10 de outubro de 2016, um lançamento digital em 11 de outubro, 2016, e uma versão física de mídia doméstica em DVD e Blu-ray em 1 de novembro de 2016.
Uma sequência intitulada Batman vs. Two-Face, lançado em 17 de outubro de 2017.